# Франческа Бортолоцці-Борелла
Франческа Бортолоцці-Борелла (італ. Francesca Bortolozzi-Borella, нар. 4 травня 1968, Падуя, Італія) — італійська фехтувальниця на рапірах, дворазова олімпійська чемпіонка (1992 та 1996 роки), срібна (1988 рік) призерка Олімпійських ігор, чотириразова чемпіонка світу.

## Виступи на Олімпіадах
| Олімпіада      | Дисципліна           | Місце |
| -------------- | -------------------- | ----- |
| Сеул 1988      | командна рапіра      | 2     |
| Барселона 1992 | індивідуальна рапіра | 19    |
| Барселона 1992 | командна рапіра      | 1     |
| Атланта 1996   | командна рапіра      | 1     |